# Fodro
Le fodro (latin : foderum) est dans le contexte du Moyen Âge italien un impôt,, initialement prélevé pour financer les écuries royales.

## Étymologie
Le mot fodro est un terme de langue italienne qui trouve son origine dans les langues germaniques et plus précisément de l'anglais fourrage qui signifie fourrage en français.[réf. nécessaire]

## Détournement de son sens
Au XVIIe siècle, un érudit pense retrouver dans le mot fodro un autre terme qui signifie gaine, alors synonyme du vagin. C'est notamment par cette erreur que persistera le mythe du droit de cuissage (ius primae noctis), droit supposé d'un seigneur d'avoir la première relation sexuelle d'une femme vierge.
Amédée de Foras écrit en 1886[réf. nécessaire] : 

« Il est fort possible que le mot fodro, abrégé de fodero, et signifiant gaine de couteau ou d'épée, ait été détourné de son sens légitime, pour lui attribuer une signification malpropre dans quelque poésie rabelaisienne. »